# Мори (Фиренца)
Мори је насеље у Италији у округу Фиренца, региону Тоскана.
Према процени из 2011. у насељу је живело 24 становника. Насеље се налази на надморској висини од 28 м.